# Maxomys whiteheadi
Maxomys whiteheadi is een knaagdier uit het geslacht Maxomys dat voorkomt in het zuiden van Thailand (ten zuiden van de Landengte van Kra), in Maleisië en op Sumatra en Borneo. Het is de kleinste soort van Maxomys. Waarschijnlijk is hij het nauwste verwant aan M. inas, hoewel hij vroeger tot dezelfde soort als M. musschenbroekii werd gerekend. Dit dier leeft voornamelijk in laaglandbossen, maar soms ook in de bergen. De kop-romplengte bedraagt 100 tot 126 mm, de staartlengte 88 tot 108 mm, de achtervoetlengte 24 tot 28 mm en de oorlengte 15 tot 18 mm.